# Юсин, Владимир Александрович
Владимир Александрович Юсин (1904—1980) — врач-патофизиолог, преподаватель Смоленского медицинского института.

## Биография
Владимир Юсин родился 19 апреля 1904 года в Рыбинске. В 1928 году окончил медицинский факультет Смоленского университета, после чего был ассистентом сначала на кафедре гистологии, затем с 1930 года — на кафедре патофизиологии. С 1934 года был заведующим кафедрой патофизиологии Туркменского медицинского института в Ашхабаде. Проработал в этом институте 25 лет. Был проректором, затем ректором этого института. Одновременно с ректорской и преподавательской деятельностью Юсин возглавлял Туркменский институт эпидемиологии и микробиологии, был заместителем народного комиссара здравоохранения Туркменской ССР.
В 1960 году Юсин вернулся в Смоленск, где заведовал кафедрой патофизиологии Смоленского государственного медицинского института. Активно занимался научной и преподавательской деятельностью. Основным направлением его научной деятельности была проблема изучения сосудисто-тканевой проницаемости в норме и патологии. Является автором более чем семидесяти научных работ. Под его руководством были защищены 4 докторские и 28 кандидатских диссертаций, среди его учеников — профессора, заведующими кафедрами и лабораториями в различных институтах и учреждениях. Был художником-любителем, неоднократно выставлялся. Являлся активным членом общества «Знание», выступал с лекциями.
Умер 24 апреля 1980 года, похоронен на Братском кладбище Смоленска.
Неоднократный депутат Верховного Совета РСФСР, Смоленского областного и городского советов. Заслуженный деятель науки Туркменской ССР (1957). Был награждён орденом «Знак Почёта» и рядом медалей, знаком «Отличник здравоохранения».

## Наиболее известные сочинения
- Очерки по экспериментальному изучению сосудисто-тканевой проницаемости. — Ашхабад, 1969[1].
- Юсин В. А. Кафедра патологической физиологии / В. А. Юсин // Смоленский государственный медицинский институт (1920—1970): Истор. очерк. — Смоленск, 1970. — С. 259—265[2].
- Юсин В. А. Очерки по экспериментальному изучению сосудисто-тканевой проницаемости / В. А. Юсин, Ф. Ф. Султанов. — Ашхабад: Ылым, 1969. — 255 с[2].